# Lingua yoruba
Lo yoruba (in yoruba èdè Yorùbá, la lingua yoruba) è una koinè dialettale dell'Africa occidentale. Al 2022, è parlata da 45,6 milioni di parlanti totali.
Porta lo stesso nome anche la lingua scritta. La lingua yoruba, appartenente alla famiglia delle lingue niger-kordofaniane, è quella del popolo Yoruba. È parlata principalmente nella Nigeria sud-occidentale e in parti del Benin e del Togo. Inoltre conta un buon numero di parlanti anche in Brasile, Repubblica Dominicana e a Cuba dove è chiamata Nago. Lo yoruba è una lingua isolante tonale con una sequenza sintattica del tipo SVO.
Lo yoruba appartiene al ramo yoruboide delle Lingue Benue-Kongo, di cui fanno parte l'igala, una lingua parlata da circa 800.000 persone in Nigeria, e il gruppo edekiri, un gruppo di lingue parlate in Benin, Nigeria e Togo. L'Edekiri comprende il gruppo linguistico Ede (incluso l'Ede ica, l'Ede cabe, l'ife, l'ede ije e l'ede nago), l'Itsekiri con 500.000 parlanti in Nigeria e lo yoruba vero e proprio.
L'area linguistica dello yoruba è conosciuta con la definizione generale di Yorubaland, si trova in Nigeria e comprende oggi gli stati federali nigeriani di Oyo, Ogun, Ondo, Kwara, Lagos e la parte occidentale dello stato di Kogi. Dal punto di vista geografico lo Yorubaland si trova su un altopiano (366 m s.l.m.) delimitato a nord e ad est dal fiume Niger. Una buona parte del territorio è ricoperto di foreste, il Nord (incluso Oyo) è un terreno principalmente contraddistinto dalla savana.
Lo yoruba è usato come lingua liturgica della santeria, religione sincretica praticata nelle Americhe.

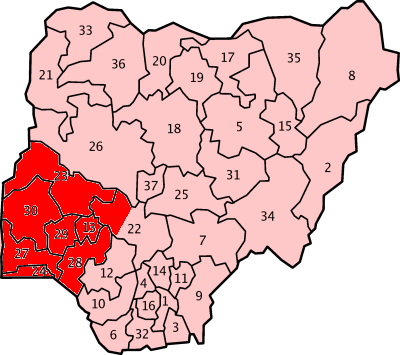
Area di diffusione dello yoruba in Nigeria

## Storia
Secondo la tradizione orale fu Oduwa, figlio del dio più importante del pantheon yoruba Olúdùmarè, il capostipite dei parlanti yoruba. Benché godano di una storia comune, il nome di figli di Oduduwa si è imposto soltanto nella seconda metà del XIX secolo. In seguito all'abolizione della tratta degli schiavi gli Yoruba si aggregarono agli schiavi affrancati di Freetown che gli Europei chiamavano Akú, nome derivato dalla prima parola del saluto Ẹ kú àárọ̀ (buon giorno) e Ẹ kú alẹ́ (buona sera). In seguito venne utilizzata anche la definizione Yariba o Yoruba limitata in seguito al regno di Oyo. La definizione venne utilizzata dal popolo Hausa, benché la loro origine sia incerta. Fagborun riporta: „[i]t is definitely not morphologically indigenous“ (1994: 13). In seguito all'influenza dello Yoruba Samuel Ajayi Crowther, primo vescovo dell'Africa occidentale e primo vescovo della Chiesa d'Inghilterra in assoluto nonché futuro missionario, applicò per primo il termine "yoruba" a tutti i parlanti dei dialetti yoruba.
Solo nel 1819 comparve la prima pubblicazione in un dialetto yoruba, un piccolo vocabolario di Bodwich, diplomatico inglese del regno di Ashanti. Ciò avvenne relativamente tardi per un idioma così diffuso come lo yoruba (cfr. Akan, 1602; Ewe, 1658) e la cosa si può ascrivere al fatto che prima del XIX secolo non veniva praticato quasi alcun commercio con l'Europa. La ricerca linguistica con i metodi della linguistica comparativa, della glottocronia, della dialettologia e di altre discipline, considerando anche le fonti storiche della tradizione orale e dei reperti archeologici - ha fatto un po' di luce nella storia degli yoruba e della loro lingua di questo periodo. Per questo i dialetti yoruba nordoccidentali presentano maggiori innovazioni linguistiche. Se si aggiunge il fatto che i territori yoruba sudorientali e centrali in generale presentano gli insediamenti più antichi, per alcuni ricercatori ciò costituirebbe un insediamento di data posteriore dei territori nordoccidentali.

## Varietà

### Dialetti
Il continuum dialettale yoruba consiste di oltre quindici varietà che possono essere raggruppati in tre idiomi principali: Yoruba nordoccidentale, centrale e sudorientale. Ovviamente non è possibile tracciare alcuna linea di confine definita e spesso i territori di confine di un'isoglossa dialettale possono presentare somiglianze con dialetti confinanti.
- Yoruba nord-occidentale (NWY)
  - Stati federali di Ogun, Ọyọ, Ọṣun e Lagos
- Yoruba centrale (ZY)
  - Stati federali di Igbomina, Ifẹ, Ekiti, Akurẹ, Ẹfọn e Ijẹṣa
- Yoruba sudorientale (SOY)
  - Stati federali di Okitipupa, Ondo, Ọwọ, Ṣagamu e parti di Ijẹbu.

Nella variante nordoccidentale i fonemi proto-yoruba /gh/ (la fricativa velare [ɣ]) e /gw/ si sono modificati in /w/. Le vocali /i ̣/ e /ụ/ hanno subito una crasi e si sono semplificate in /i/ e /u/, come pure le loro controparti nasali, che li ha portati ad un sistema vocale di sette e tre vocali nasali e orali.
In dialetto sudorientale il contrasto originario tra /gh/ e /gw/ è rimasto invariato. Le vocali nasali /ịn/ e /ụn/ sono state anteriorizzate e si sono fuse in /ẹn/ e /ọn/. Le forme della seconda e terza persona plurale non si riescono a distinguere, tanto che àn án wá può significare voi venivate o loro venivano, mentre in dialetto nordoccidentale le forme ẹ wá (voi venivate) e wọ́n wá (loro venivano) sono omofone. La formazione di una forma di cortesia al plurale può avere impedito la fusione di entrambe le forme nei dialetti nordoccidentali.
Lo yoruba centrale costituisce pertanto un anello di congiunzione, in quanto il lessico assomiglia al dialetto nordoccidentale, mentre il territorio presenta molti tratti etnici comuni con quelli sudorientali. Il sistema vocalico è il più conservatore dei tre gruppi dialettali. Presenta nove vocali nasali e sei o sette vocali nasali come pure un sistema comprensivo di armonia vocalica.

### Yoruba standard
Lo yoruba standard, definito perlopiù Yoruba, è una varietà autonoma del gruppo dialettale; è la forma scritta della lingua appresa come variante standard, utilizzata anche dai media. Lo yoruba standard ha le sue origini attorno al 1850, quando Samuel Ajayi Crowther, primo vescovo africano di etnia yoruba pubblicò una grammatica dello yoruba e iniziò una traduzione della Bibbia.
Benché lo yoruba standard sia basato in buona parte sui dialetti Ọyọ- e Ibadan, esso presenta anche parecchie caratteristiche tipiche di altri dialetti. Inoltre vi sono alcune peculiarità non comuni ad alcun dialetto, come ad esempio il sistema semplificato dell'armonia vocalica, ma anche strutture che ricalcano quelle di altre lingue straniere, come i calchi dall'inglese che derivano dalle prime traduzioni di opere religiose.
Poiché l'uso dello yoruba standard non è il risultato di una politica linguistica cosciente, vi sono molto controversie che rendono lo yoruba autentico. Alcuni autori sono dell'opinione che il dialetto Ọyọ rappresenta la forma più pura, altri ritengono che non esistono assolutamente forme autentiche di Yoruba. Lo yoruba standard, appreso a scuola e utilizzato dai media, non è stato altro se non un fattore stabilizzante ed efficace nella costruzione di un'identità comune degli yoruba.

## Sistema di scrittura
Il sistema di scrittura yoruba risale ai missionari della Church Missionary Society (CMS), attivi presso gli Aku di Freetown, soprattutto a Kilham e Raban. Questi redassero glossari e pubblicarono brevi appunti linguistici sulla grammatica yoruba. Una delle loro fonti in Sierra Leone fu Crowther, che in seguito si propose di studiare scientificamente la propria lingua madre yoruba. Nelle sue prime pubblicazioni di grammatica e traduzioni di parti della bibbia dall'inglese Crowther adoperò l'alfabeto latino senza diacritici segnatono. L'unico segno diacritico utilizzato era il punto in alcune vocali per segnalarne la pronuncia aperta, p.e. <ẹ> e <ọ> per [ɛ] e [ɔ]. Nel corso degli anni l'ortografia fu sottoposta a revisione per permettere tra l'altro la possibilità di trascrivere i toni. Nel 1875 la CSM organizzò una conferenza sull'ortografia yoruba, Lo standard stabilito costituì la base dell'ortografia della corrente religiosa di una letteratura religiosa dei successivi anni '60.
L'attuale ortografia yoruba deriva da un comunicato dello Yoruba Orthography Committee (Comitato per l'ortografia della lingua yoruba) del 1966 redatto da Ayọ Bamgboṣes Yoruba Orthography del 1965, un primo studio di ortografia nonché tentativo di uniformare alla lingua parlata l'ortografia. La nuova ortografia, sempre più simile a quella antica, utilizza l'alfabeto latino, modificato tramite l'uso del digramma e di alcuni diacritici, tra cui la tradizionale linea verticale tra le consonanti E̩/e̩, O̩/o̩ e S̩/s̩. In molte pubblicazioni questa linea è sostituita da un punto (Ẹ/ẹ, Ọ/ọ, Ṣ/ṣ). La linea verticale si usa soprattutto per evitare l'accecatura totale della sottolineatura.
| A | B | D | E | Ẹ | F | G | Gb | H | I | J | K | L | M | N | O | Ọ | P | R | S | Ṣ | T | U | W | Y |
| a | b | d | e | ẹ | f | g | gb | h | i | j | k | l | m | n | o | ọ | p | r | s | ṣ | t | u | w | y |

Non si usano le lettere latine c, q, v, x, z.
I suoni delle lettere senza segni diacritici corrispondono più o meno ai loro corrispondenti nell'alfabeto fonetico internazionale, tranne che la plosiva labio-velare k͡p (scritta <p>) e [ɡ͡b] (scritto <gb>), in cui entrambe le consonanti non possono essere pronunciate una dopo l'altra ma contemporaneamente. Il segno diacritico sotto le vocali mostra una vocale più aperta pronunciata con la radice della lingua arretrata. Ad esempio <e̩> e <o̩> vengono articolate come [ɛ̙] e [ɔ̙]). <s̩> rappresenta le consonanti postalveolari [ʃ] (come <sc> di sciarpa in italiano), <y> l'approssimante palatale sonora [j] (come in italiano la i di ione) e <j> la plosiva palatale sonora, tipica di molti sistemi di scrittura.
Oltre alla linea verticale si trovano altri tre diacritici nelle vocali e nelle nasali per adattarli ai toni: un suono acuto per il tono alto, un tono grave per il tono discendente e un segno orizzontale facoltativo per il tono medio. Quando si usano più toni nella stessa sillaba, la vocale si può scrivere una volta soltanto con lo stesso segno (p.e. *òó per la vocale [o] con tono crescente) o i diacritici possono essere raggruppati in un unico segno tonale. In questo caso si usa un háček per il tono ascendente (l'esempio precedente era scritto precedentemente con ǒ) e con una Tilde per le altre realizzazioni.
| Á | À | Ā | É | È | Ē | Ẹ/E̩ | Ẹ́/É̩ | Ẹ̀/È̩ | Ẹ̄/Ē̩ | Í | Ì | Ī | Ó | Ò | Ō | Ọ/O̩ | Ọ́/Ó̩ | Ọ̀/Ò̩ | Ọ̄/Ō̩ | Ú | Ù | Ū | Ṣ/S̩ |
| á | à | ā | é | è | ē | ẹ/e̩ | ẹ́/é̩ | ẹ̀/è̩ | ẹ̄/ē̩ | í | ì | ī | ó | ò | ō | ọ/o̩ | ọ́/ó̩ | ọ̀/ò̩ | ọ̄/ō̩ | ú | ù | ū | ṣ/s̩ |

## Fonetica e fonologia
Le tre sequenze fonetiche possibili dello yoruba sono: (CV) - consonante e vocale, (V) - solo vocale e (N) - sillaba nasale. Ogni sillaba porta uno dei tre toni: alto, medio (normalmente senza segni diacritici) e basso. La frase n̄ ò lọ (non ci sono andato) presenta gli esempi di tutti e tre i tipi di sillaba:
- n̄ – [ŋ̄] – io
- ò – [ó] – non (negazione)
- lọ – [lɔ] – andare

### Vocali
Lo yoruba standard ha sette fonemi vocalici orali e cinque fonemi orali nasali. Non esistono dittonghi e le sequenze vocaliche vengono pronunciate come sillabe indipendenti. I dialetti si differenziano per il numero di vocali che contengono (vedi capitolo sui dialetti).
|            | oral       | oral      | nasal      | nasal |
| ---------- | ---------- | --------- | ---------- | ----- |
| anteriori  | posteriori | anteriori | posteriori |       |
| chiuse     | i          | u         | ĩ          | ũ     |
| semichiuse | e          | o         |            |       |
| semiaperte | ɛ          | ɔ         | ɛ̃          | ɔ̃     |
| aperte     | a          | a         | ã          | ã     |

Diagramma vocalico dello yoruba Le vocali orali sono contraddistinte da un punto nero, le aree colorate simboleggiano i possibili luoghi di articolazione delle vocali nasali.

La condizione della vocale nasale [ã] è discussa. Alcuni autori la considerano un fonema, perché si trova spesso in variazione con [ɔ̃]. Dal punto di vista ortografico le vocali nasali vengono rappresentate con una n che segue la lettera del suono vocalico - p.e. in, un, ẹn, ọn –, tranne che quando rappresenta una n scritta, che contraddistingue un allofono di /l/, quando precede una nasale - p.e. inú (dentro, ventre), pronunciato [īnṹ].

### Consonanti
Lo yoruba standard ha 17 fonemi consonantici.
|               | bilabiali | labio- dentali | alveolari | post- alveolari | palatali | velari | labio- velar | glottali |
| ------------- | --------- | -------------- | --------- | --------------- | -------- | ------ | ------------ | -------- |
| Plosive       | b         |                | t d       |                 | ɟ        | k g    | k͡p g͡b        |          |
| nasali        | m         |                | (n)       |                 |          |        |              |          |
| fricative     |           | f              | s         | ʃ               |          |        |              | h        |
| approssimanti |           |                | ɾ         |                 | j        |        | w            |          |
| laterali      |           |                | l         |                 |          |        |              |          |

Le plosive sorde /t/ e /k/ sono leggermente aspirate, /t/ e /d/ in alcune varietà hanno un suono più dentale. Il suono /r/ diventa monovibrante ([ɾ]); a volte, come nel dialetto di Lagos, viene realizzata come approssimante postalveolare [ɹ]. Come tante altre lingue della regione, lo yoruba ha anche le plosive labiovelari /k͡p/ e /ɡ͡b/, come p.e. in pápá [k͡pák͡pá] (campo) e gbọ̄gbọ̄ [ɡ͡bɔɡ͡bɔ] (tutti). La plosiva bilabiale sorda /p/ non è presente, per cui /kp/ viene trascritta <p>. Manca anche il fonema /n/. La lettera <n> è utilizzata per l'allofono di /l/, che compare prima delle vocali nasali.
È presente anche una nasale sillabica, che costituisce autonomamente il nucleo sillabico. Escludendo Se questo precede una vocale, può essere velare [ŋ], come p.e. in n ò lọ [ŋ ò lọ] (Non sono andato) o omorgana con le consonanti successive, come p.e. in ó ń lọ [ó ń lọ] (egli va) e ó ń fò [ó ɱ́ fò] (egli salta).

### Toni
Lo yoruba è una lingua tonale con tre livelli tonali: alto, medio e basso. Ogni sillaba ha quindi almeno un tono, una sillaba con una vocale lunga può averne anche due. I toni di contorno, cioè quelli ascendenti o discendenti, sono considerati complessi, in quanto composti da due toni contigui e mancano di uno status fonetico autonomo. I toni si contraddistinguono tramite diacritici: uno acuto per il tono alto (á, ń), uno grave per il tono basso (à, ǹ), mentre il tono medio resta senza alcun diacritico - tranne che per le sillabe nasali, in cui viene distinto da un segno orizzontale. Esempi:
- Alto: ó bẹ́ (egli saltò); síbí (cucchiaio)
- Medio: ó bẹ (egli parla troppo forte); ara (corpo)
- Basso: ó bẹ̀ (egli chiede scusa); ọ̀kọ̀ (lancia)

### Processi fonologici
Se c'è un incontro di vocali tra due parole contigue, spesso avviene il processo di assimilazione o elisione di una delle vocali. Poiché nello Yoruba le parole iniziano e terminano per vocale, questo è in realtà un fenomeno assai diffuso, praticamente assente quando si parla lentamente o in modo innaturale. La scrittura riflette la lingua, in quanto normalmente non sussiste alcuna delimitazione tra le parole contratte a seguito dell'assimilazione o dell'elisione: Esempio: ra ẹja → rẹja (comprare del pesce). A volte gli autori introducono segni diacritici per segnalare la presenza di una vocale elisa, p.e. ní ilé → n'ílé (a casa).
Le vocali lunghe all'interno delle parole segnalano la caduta di una consonante all'interno di una parola. In un caso si conserva il tono della vocale troncata, p.e. àdìrò → ààrò (cuore), koríko → koóko (erba) e òtító → òótó (verità).

## Grammatica
Lo Yoruba è una lingua isolante. La sequenza non marcata dei costituenti della frase nella frase dichiarativa è Soggetto, Predicato, Oggetto (SPO) come in ó na Adé (egli ha percorso Adé). La mera radice verbale rappresenta un'azione conclusa (spesso denominata perfetto), il tempo e l'aspetto sono caratterizzati da particelle preverbali quali ń (imperfetto/presente progressivo) o ti (preterito). La negazione si esprime con la particella preverbale kò. Frequente la costruzione verbale in serie, come in altre lingue dell'Africa Occidentale.
Lo yoruba contempla due classi nominali, umano e non umano, presumibilmente tracce del sistema di classi del gruppo Proto-Niger-Kongo. La differenza è percettibile soltanto nel fatto che entrambi i gruppi richiedono diverse particelle interrogative: tani (chi) e kini (che, cosa). La costruzione associativa, il possessivo, il genitivo e i significati collegati che essa nasconde, consiste in nomi contigui nella sequenza determinato-determinante, come in inú àpótí - interno cesta (dentro alla cesta), fìlà Àkàndé (il berretto di Akande) o àpótí aṣọ (cesta per gli abiti). Due nomi possono essere anche giustapposti: rélùweè abẹ́ ilẹ̀ - ferrovia sotto terra (Metropolitana), inú àpótí aṣọ (l'interno della cesta). Nei rari casi in cui questo porta a due possibili letture, è il contesto a determinare l'interpretazione.
Ci sono due preposizioni: ni (in, a (stato), su) e sí (su, verso, a (moto)), dove ni contraddistingue il luogo e si la direzione di un movimento Quando si indicano luogo e direzione sono di aiuto anche sostantivi con cui si esprimono relazioni spaziali, come orí (punta), apá (lato), inú (interno), etí (margine), abẹ́ (sotto), ilẹ̀ (al di sotto) ecc. Molti di questi sostantivi hanno origine da elementi che contraddistinguono le parti del corpo.

## Lessicologia
Nel nord dell'area linguistica yoruba è diffuso anche l'hausa. Il contatto che da sempre esiste tra le due culture ha influenzato anche entrambe le lingue. L'influsso della lingua hausa si può notare soprattutto nei tanti prestiti linguistici di derivazione araba mutuati attraverso l'hausa. Esempi per la prima variante sono ad esempio gèjíyà (stanchezza, dall'hausa gàjíyàà), Ọbángíjì (Dio Onnipotente, dall'hausa Ùbángíjì, letteralmente Padre della casa). Esempi per la seconda variante sono ad esempio àlùbáríkà (benedizione), àlàáfíà (benessere) e àlùbọ́sà (cipolla).